# Тайлеп (посёлок)
Тайлеп — упразднённый посёлок в Новокузнецком районе Кемеровской области. Входил в состав Сосновского сельского поселения. Исключен из учётных данных в 2025 году.

## География
Центральная часть населённого пункта расположена на высоте 242 метров над уровнем моря. Недалеко Корчакольский разрез.

## Население
| 2010 |
| ---- |
| 248  |

По данным Всероссийской переписи населения 2010 года, в посёлке Тайлеп проживает 248 человек (127 мужчин, 121 женщина).

## Объекты
Памятник участникам Великой Отечественной Войны 